# Maison de Ljubica Milosavljević à Trstenik
La maison de Ljubica Milosavljević à Trstenik (en serbe cyrillique : Кућа Љубице Милосављевић у Трстенику ; en serbe latin : Kuća Ljubice Milosavljević u Trsteniku) se trouve à Trstenik, dans le district de Rasina, en Serbie. Elle est inscrite sur la liste des monuments culturels protégés de la république de Serbie (identifiant no SK 952),.

## Présentation
La maison a été construite dans la seconde moitié du XIXe siècle.